# Elasmostethus cruciatus
Elasmostethus cruciatus är en insektsart som först beskrevs av Thomas Say 1831.  Elasmostethus cruciatus ingår i släktet Elasmostethus och familjen taggbärfisar. Inga underarter finns listade i Catalogue of Life.

## Bildgalleri

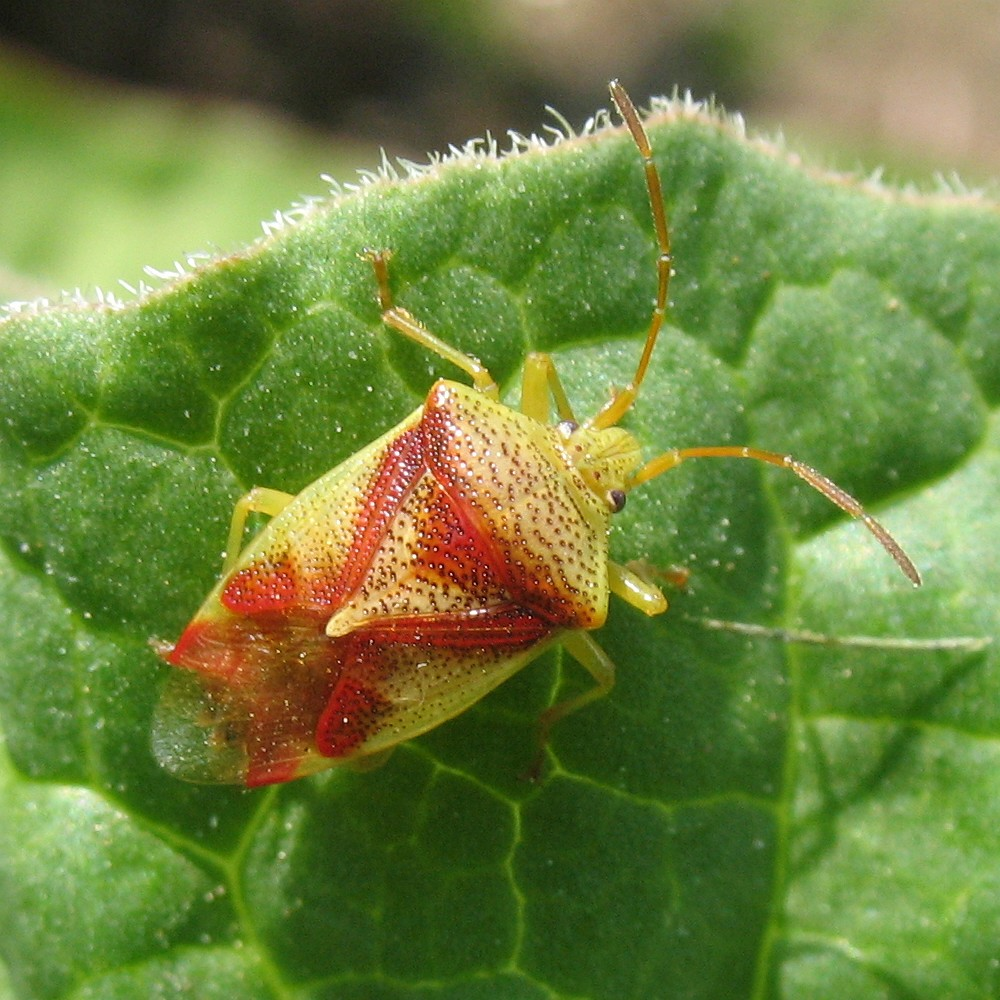